# Agrela (Santo Tirso)
Agrela is een plaats (freguesia) in de Portugese gemeente Santo Tirso en telt 1604 inwoners (2001).